# MLC 300

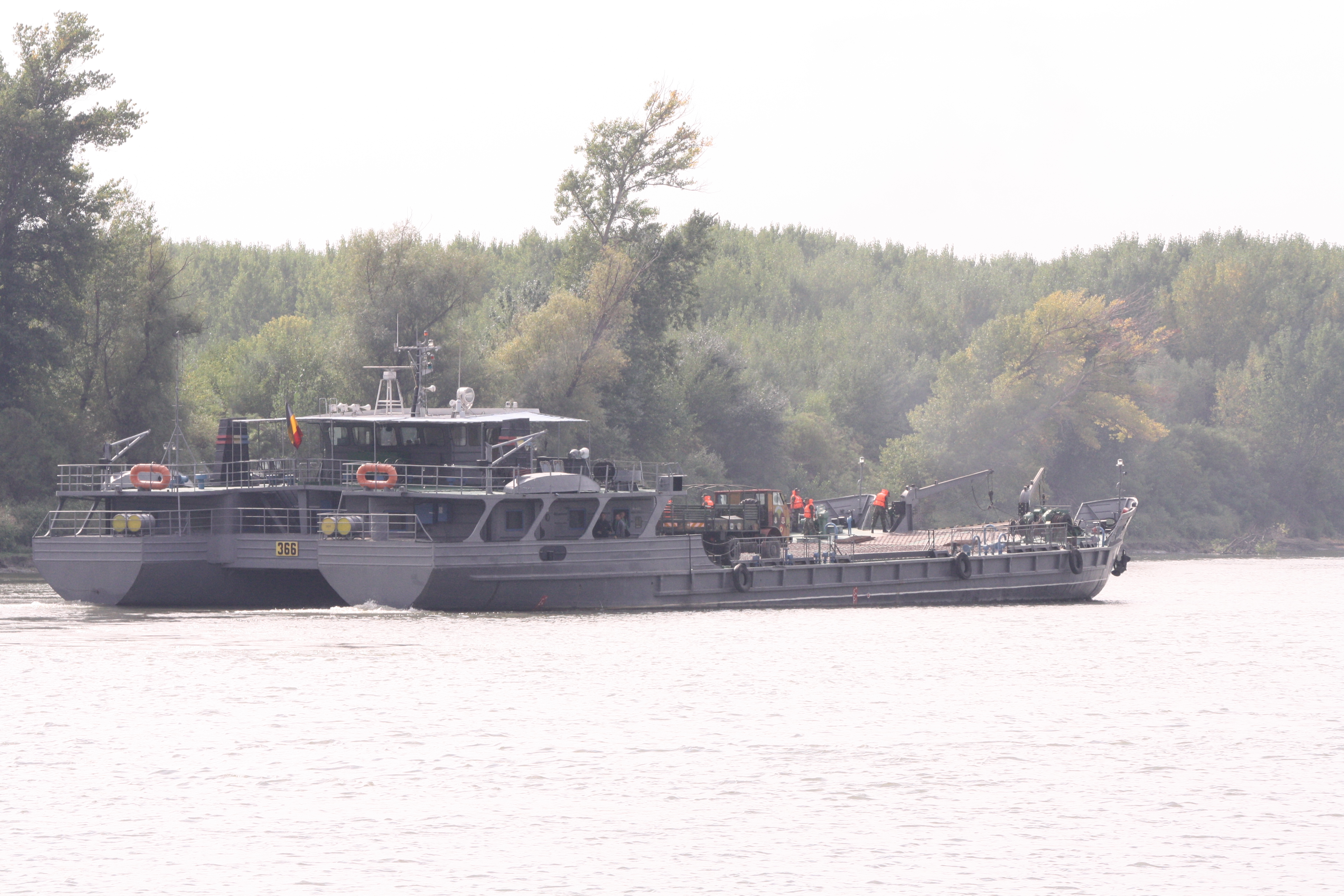
Nava bac 366 MLC 300.

MLC 300 este un bac fluvial de tip catamaran aflat în dotarea Forțelor Terestre Române. Patru nave de acest tip au intrat în dotarea Armatei Române. Echipajul este alcătuit din unsprezece persoane, autonomia fiind de 12 zile (cea de navigație este de 100 de ore). Nava are două motoare a câte 420 de cai putere fiecare, viteza maximă de deplasare în aval fiind de 15 km/h. MLC 300 poate transporta 300 de tone de materiale sau 500 de soldați.